# Чигоч
Чигоч (хорв. Čigoč) — населений пункт у Хорватії, в Сисацько-Мославинській жупанії у складі міста Сисак.

## Населення
Населення за даними перепису 2011 року становило 98 осіб.
Динаміка чисельності населення поселення:

## Клімат
Середня річна температура становить 11,35 °C, середня максимальна – 25,52 °C, а середня мінімальна – -5,32 °C. Середня річна кількість опадів – 919 мм.
| Клімат поселення                              | Клімат поселення | Клімат поселення | Клімат поселення | Клімат поселення | Клімат поселення | Клімат поселення | Клімат поселення | Клімат поселення | Клімат поселення | Клімат поселення | Клімат поселення | Клімат поселення | Клімат поселення |
| Показник                                      | Січ.             | Лют.             | Бер.             | Квіт.            | Трав.            | Черв.            | Лип.             | Серп.            | Вер.             | Жовт.            | Лист.            | Груд.            |                  |
| Середній максимум, °C                         | 7,06             | 9,15             | 13,53            | 17,70            | 22,87            | 25,52            | 24,31            | 23,58            | 20,04            | 15,17            | 9,67             | 5,71             |                  |
| Середня температура, °C                       | 0,86             | 2,97             | 7,34             | 11,50            | 16,68            | 19,33            | 20,81            | 20,10            | 16,52            | 11,69            | 6,18             | 2,24             |                  |
| Середній мінімум, °C                          | −5,32            | −3,21            | 1,17             | 5,31             | 10,50            | 13,16            | 17,32            | 16,58            | 13,05            | 8,17             | 2,68             | −1,25            |                  |
| Норма опадів, мм                              | 57               | 54               | 66               | 78               | 80               | 92               | 82               | 84               | 81               | 84               | 90               | 71               |                  |
| Середньомісячна швидкість вітру, м/с          | 1.74             | 1.99             | 2.40             | 2.23             | 2.10             | 1.90             | 1.86             | 1.70             | 1.70             | 1.70             | 1.80             | 1.80             |                  |
| Середньомісячна сонячна радіація, кДж/м²·день | 4200             | 6936             | 10639            | 15141            | 19574            | 21754            | 22671            | 19852            | 14598            | 8962             | 4741             | 3446             |                  |
| --------------------------------------------- | ---------------- | ---------------- | ---------------- | ---------------- | ---------------- | ---------------- | ---------------- | ---------------- | ---------------- | ---------------- | ---------------- | ---------------- | ---------------- |
| Джерело:                                      |                  |                  |                  |                  |                  |                  |                  |                  |                  |                  |                  |                  |                  |